# من بیست نیستم
«من بیست نیستم» (به فرانسوی: J'ai pas vingt ans) تک‌آهنگی از هنرمند اهل فرانسه آلیزه ژاکوته است که در سال ۲۰۰۳ میلادی منتشر شد.